# Les Cluses
Les Cluses  sont une commune française située dans le sud-est du département des Pyrénées-Orientales, en région Occitanie. Sur le plan historique et culturel, la commune est dans le Roussillon, une ancienne province du royaume de France, qui a existé de 1659 jusqu'en 1790 et qui recouvrait les trois vigueries du Roussillon, du Conflent et de Cerdagne.
Exposée à un climat méditerranéen, elle est drainée par la rivière de Rome, la rivière de la Coume Bouquère et par deux autres cours d'eau. La commune possède un patrimoine naturel remarquable composé de deux zones naturelles d'intérêt écologique, faunistique et floristique.
Les Cluses sont une commune rurale qui compte 258 habitants en 2022, après avoir connu une forte hausse de la population depuis 1962. Elle fait partie de l'aire d'attraction de Perpignan. Ses habitants sont appelés les Clusiens ou  Clusiennes.

## Géographie

### Localisation
La commune des Cluses se trouve dans le département des Pyrénées-Orientales, en région Occitanie.
Elle se situe à 24 km à vol d'oiseau de Perpignan, préfecture du département, et à 7 km de Céret, sous-préfecture.
Les communes les plus proches sont : 
Maureillas-las-Illas (2,4 km), Le Perthus (3,2 km), Le Boulou (4,3 km), L'Albère (4,6 km), Saint-Jean-Pla-de-Corts (4,7 km), Montesquieu-des-Albères (5,0 km), Villelongue-dels-Monts (6,9 km), Céret (7,1 km).
Sur le plan historique et culturel, Les Cluses font partie du Vallespir, ancienne vicomté (englobée au Moyen Âge dans la vicomté de Castelnou), rattachée à la France par le traité des Pyrénées (1659) et correspondant approximativement à la vallée du Tech, de sa source jusqu'à Céret.

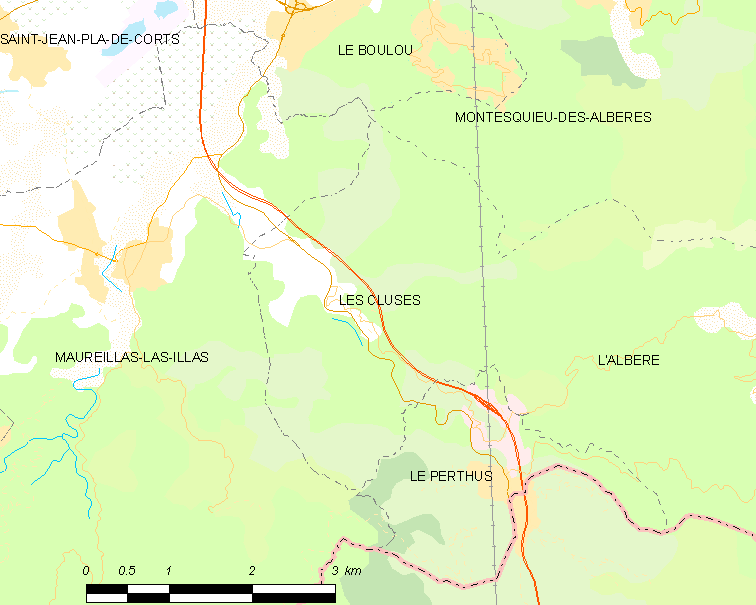
Situation de la commune.

|                      | Le Boulou (par un quadripoint) | Montesquieu-des-Albères |
| Maureillas-las-Illas | des Cluses                     | L'Albère                |
|                      | Le Perthus                     |                         |

### Géologie et relief
La superficie de la commune est de 891 hectares. L'altitude des Cluses varie entre 103 et 368 mètres.
La commune est classée en zone de sismicité 3, correspondant à une sismicité modérée.

### Hydrographie
Le cours d'eau principal est la rivière de la Rome qui traverse la commune du sud vers le nord. Après avoir pris sa source au sud-est sur le territoire de la commune de L'Albère, elle conflue dans la rivière de Maureillas, elle-même un affluent du Tech, sur le territoire de Maureillas-Las-Illas. Cette rivière possède de nombreux affluents, parmi lesquels, sur le territoire des Cluses :
- Le Còrrec del mas d'en Taulera (rive droite) ;
- Le Còrrec del Noguer (rive gauche) ;
- Le Còrrec d'en Mallol (rive droite).

### Climat
Pour des articles plus généraux, voir Climat de l'Occitanie et Climat des Pyrénées-Orientales.
En 2010, le climat de la commune est de type climat méditerranéen franc, selon une étude du CNRS s'appuyant sur une série de données couvrant la période 1971-2000. En 2020, Météo-France publie une typologie des climats de la France métropolitaine dans laquelle la commune est exposée à un climat méditerranéen et est dans une zone de transition entre les régions climatiques « Pyrénées orientales » et « Provence, Languedoc-Roussillon ».
Pour la période 1971-2000, la température annuelle moyenne est de 14,6 °C, avec une amplitude thermique annuelle de 14,9 °C. Le cumul annuel moyen de précipitations est de 767 mm, avec 5,5 jours de précipitations en janvier et 3,9 jours en juillet. Pour la période 1991-2020, la température moyenne annuelle observée sur la station météorologique la plus proche, située sur la commune du Perthus à 3 km à vol d'oiseau, est de 15,4 °C et le cumul annuel moyen de précipitations est de 849,6 mm,. Pour l'avenir, les paramètres climatiques de la commune estimés pour 2050 selon différents scénarios d’émission de gaz à effet de serre sont consultables sur un site dédié publié par Météo-France en novembre 2022.

### Milieux naturels et biodiversité

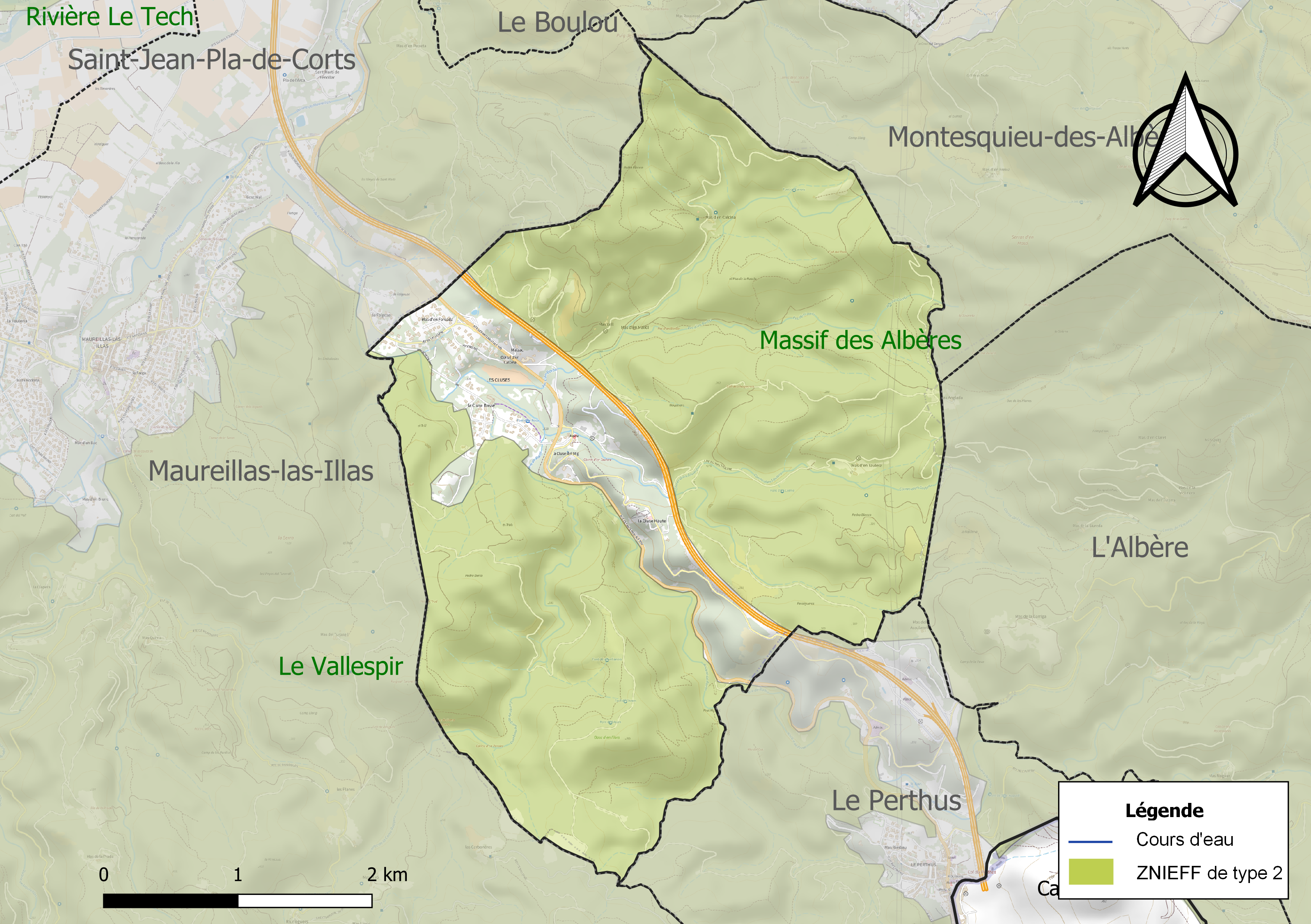
Carte des ZNIEFF de type 2 localisées sur la commune.

L’inventaire des zones naturelles d'intérêt écologique, faunistique et floristique (ZNIEFF) a pour objectif de réaliser une couverture des zones les plus intéressantes sur le plan écologique, essentiellement dans la perspective d’améliorer la connaissance du patrimoine naturel national et de fournir aux différents décideurs un outil d’aide à la prise en compte de l’environnement dans l’aménagement du territoire.
Deux ZNIEFF de type 2 sont recensées sur la commune :
- « le Vallespir » (47 344 ha), couvrant 18 communes du département[14] ;
- le « massif des Albères » (10 837 ha), couvrant 10 communes du département[15].

## Urbanisme

### Typologie
Au 1er janvier 2024, Les Cluses sont catégorisées commune rurale à habitat dispersé, selon la nouvelle grille communale de densité à sept niveaux définie par l'Insee en 2022.
Elle est située hors unité urbaine. Par ailleurs la commune fait partie de l'aire d'attraction de Perpignan, dont elle est une commune de la couronne,. Cette aire, qui regroupe 118 communes, est catégorisée dans les aires de 200 000 à moins de 700 000 habitants,.

### Occupation des sols
L'occupation des sols de la commune, telle qu'elle ressort de la base de données européenne d’occupation biophysique des sols Corine Land Cover (CLC), est marquée par l'importance des forêts et milieux semi-naturels (90,9 % en 2018), une proportion sensiblement équivalente à celle de 1990 (90,8 %). La répartition détaillée en 2018 est la suivante : 
forêts (62 %), milieux à végétation arbustive et/ou herbacée (21,2 %), espaces ouverts, sans ou avec peu de végétation (7,7 %), zones agricoles hétérogènes (6,1 %), zones urbanisées (3 %). L'évolution de l’occupation des sols de la commune et de ses infrastructures peut être observée sur les différentes représentations cartographiques du territoire : la carte de Cassini (XVIIIe siècle), la carte d'état-major (1820-1866) et les cartes ou photos aériennes de l'IGN pour la période actuelle (1950 à aujourd'hui).

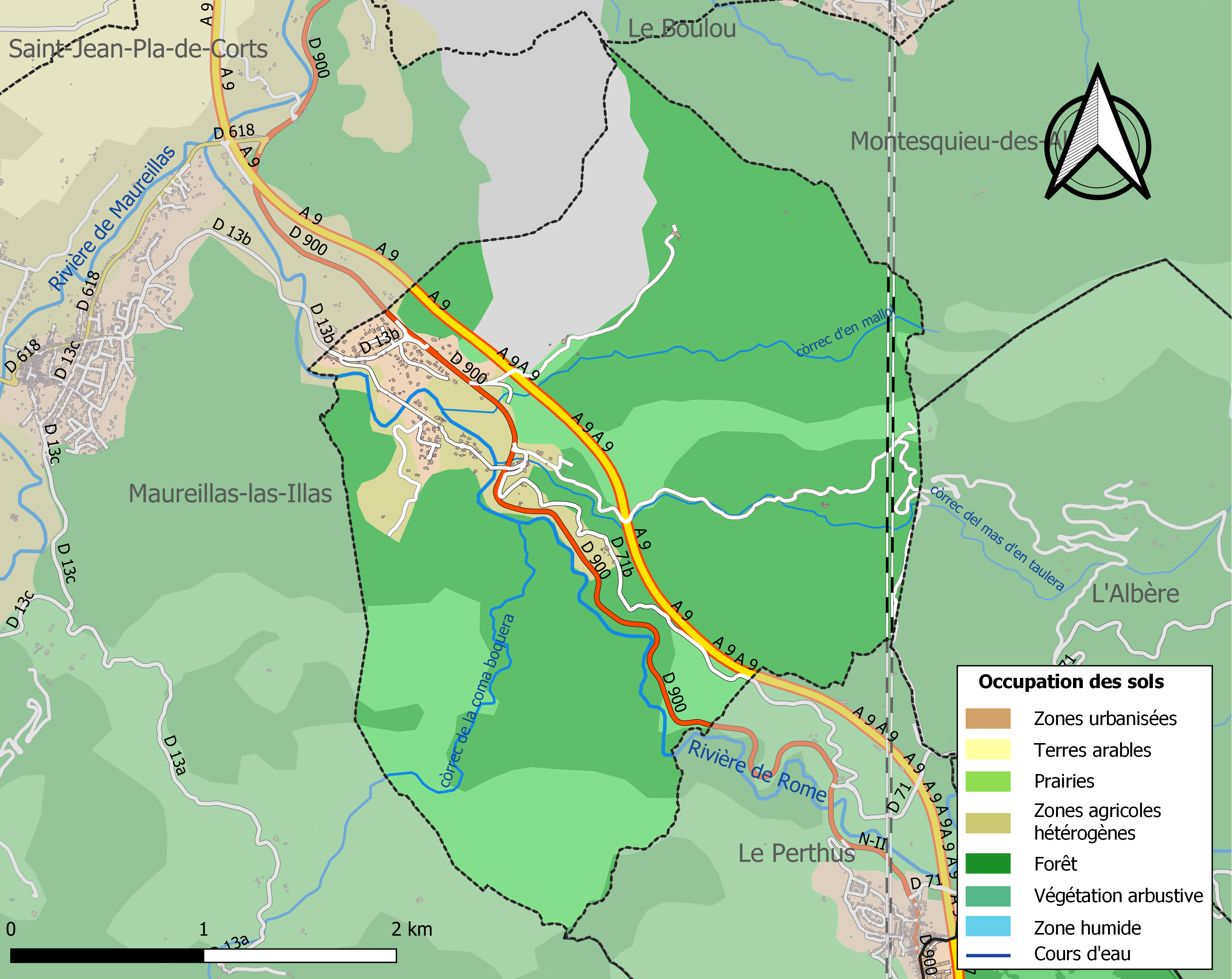
Carte des infrastructures et de l'occupation des sols de la commune en 2018 (CLC).

### Morphologie urbaine
Le village se divise entre La Cluse Basse, hameau situé dans la vallée, et La Cluse Haute, autre hameau situé en surplomb et à proximité des anciennes fortifications. De nouveaux quartiers se sont développés dans la vallée dans les secteurs du Mas d'en Forcada et du Mas d'en Payrot.
Le pont de pierre caractéristique de la Cluse basse sur la rivière de la Rome daterait de l'Empire romain (env. de -27 à 476 apr. J.-C.), rénové à plusieurs reprises,.

### Logement
Les Cluses comprennent en 2011 133 logements, parmi lesquels 82,7 % sont des résidences principales, 8,7 % sont des résidences secondaires et 8,7 % sont vacants. 90,8 % des ménages sont propriétaires de leur logement.

### Voies de communication et transports

#### Voies routières
- D 900 en provenance du Boulou au nord ;
- D 13B en provenance de Maureillas-las-Illas à l'ouest ;
- D 900 en provenance du Perthus au sud ;
- L'autoroute A9 traverse la commune du nord au sud et l'entrée la plus proche en est au Boulou.

#### Transports
La ligne 533 du réseau régional liO relie la commune à la gare de Perpignan depuis Le Perthus.

### Risques majeurs
Le territoire de la commune des Cluses est vulnérable à différents aléas naturels : inondations, climatiques (grand froid ou canicule), feux de forêts, mouvements de terrains et séisme (sismicité modérée). Il est également exposé à un risque technologique, le transport de matières dangereuses, et à un risque particulier, le risque radon,.

#### Risques naturels
Certaines parties du territoire communal sont susceptibles d’être affectées par le risque d’inondation par crue torrentielle de cours d'eau du bassin du Tech.
Les mouvements de terrains susceptibles de se produire sur la commune sont soit des mouvements liés au retrait-gonflement des argiles, soit des glissements de terrains, soit des chutes de blocs, soit des effondrements liés à des cavités souterraines. Une cartographie nationale de l'aléa retrait-gonflement des argiles permet de connaître les sols argileux ou marneux susceptibles vis-à-vis de ce phénomène. L'inventaire national des cavités souterraines permet par ailleurs de localiser celles situées sur la commune.
Ces risques naturels sont pris en compte dans l'aménagement du territoire de la commune par le biais d'un plan de prévention des risques inondations et mouvements de terrains.

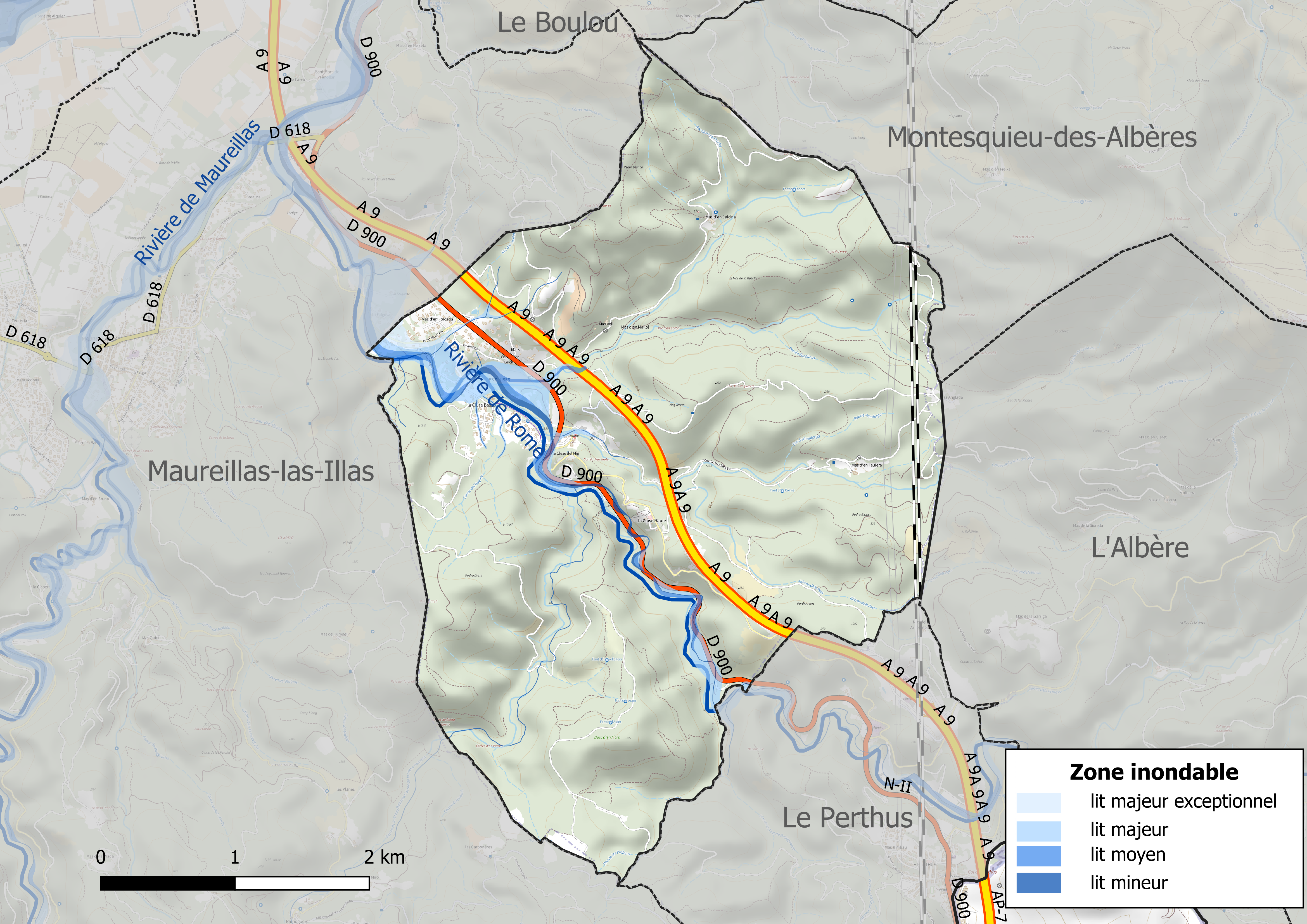
Carte des zones inondables.
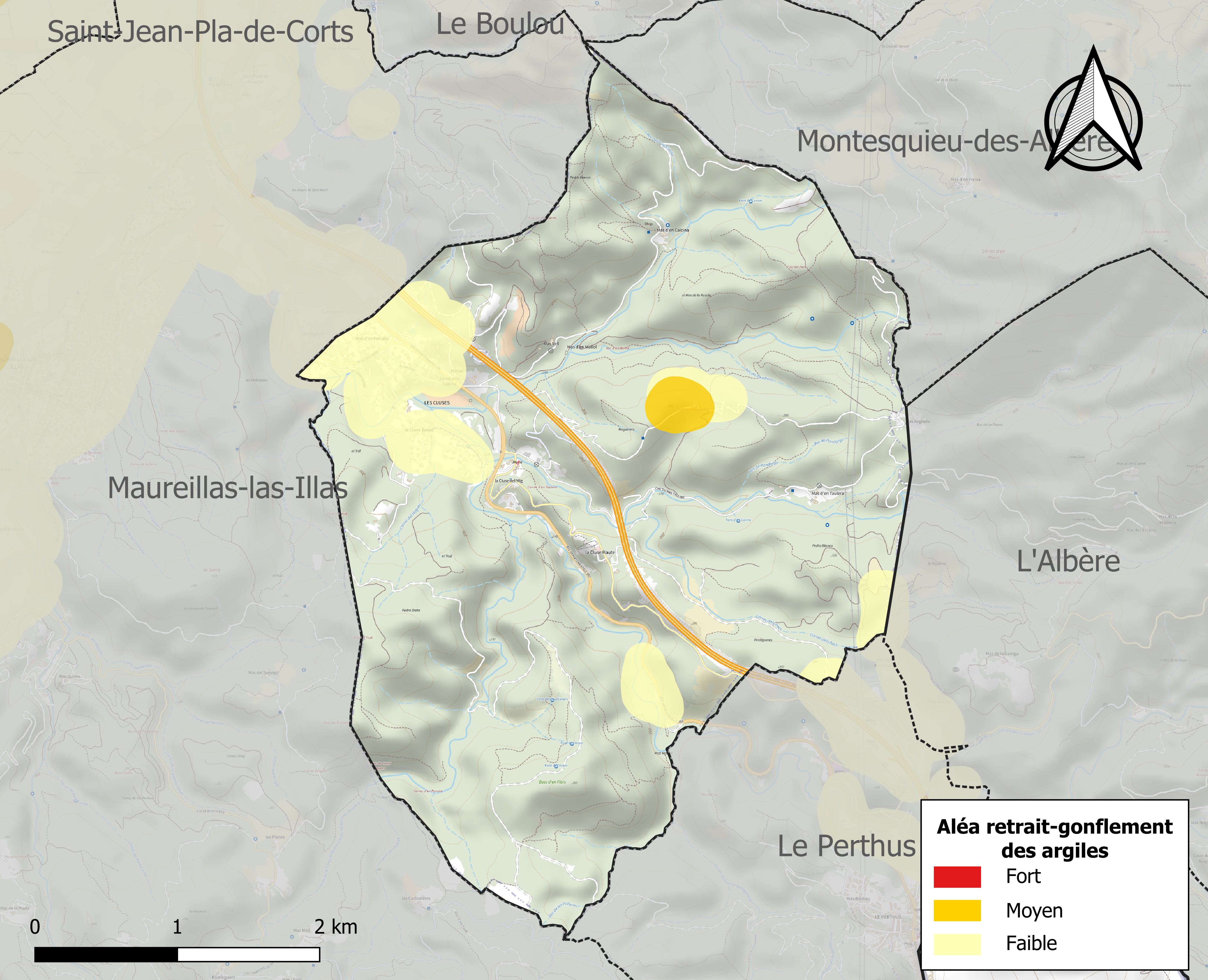
Carte des zones d'aléa retrait-gonflement des argiles.

#### Risques technologiques
Le risque de transport de matières dangereuses sur la commune est lié à sa traversée par une route à fort trafic et une ligne de chemin de fer. Un accident se produisant sur de telles infrastructures est en effet susceptible d’avoir des effets graves au bâti ou aux personnes jusqu’à 350 m, selon la nature du matériau transporté. Des dispositions d’urbanisme peuvent être préconisées en conséquence.

#### Risque particulier
Dans plusieurs parties du territoire national, le radon, accumulé dans certains logements ou autres locaux, peut constituer une source significative d’exposition de la population aux rayonnements ionisants. Toutes les communes du département sont concernées par le risque radon à un niveau plus ou moins élevé. Selon la classification de 2018, la commune des Cluses est classée en zone 3, à savoir zone à potentiel radon significatif.

## Toponymie

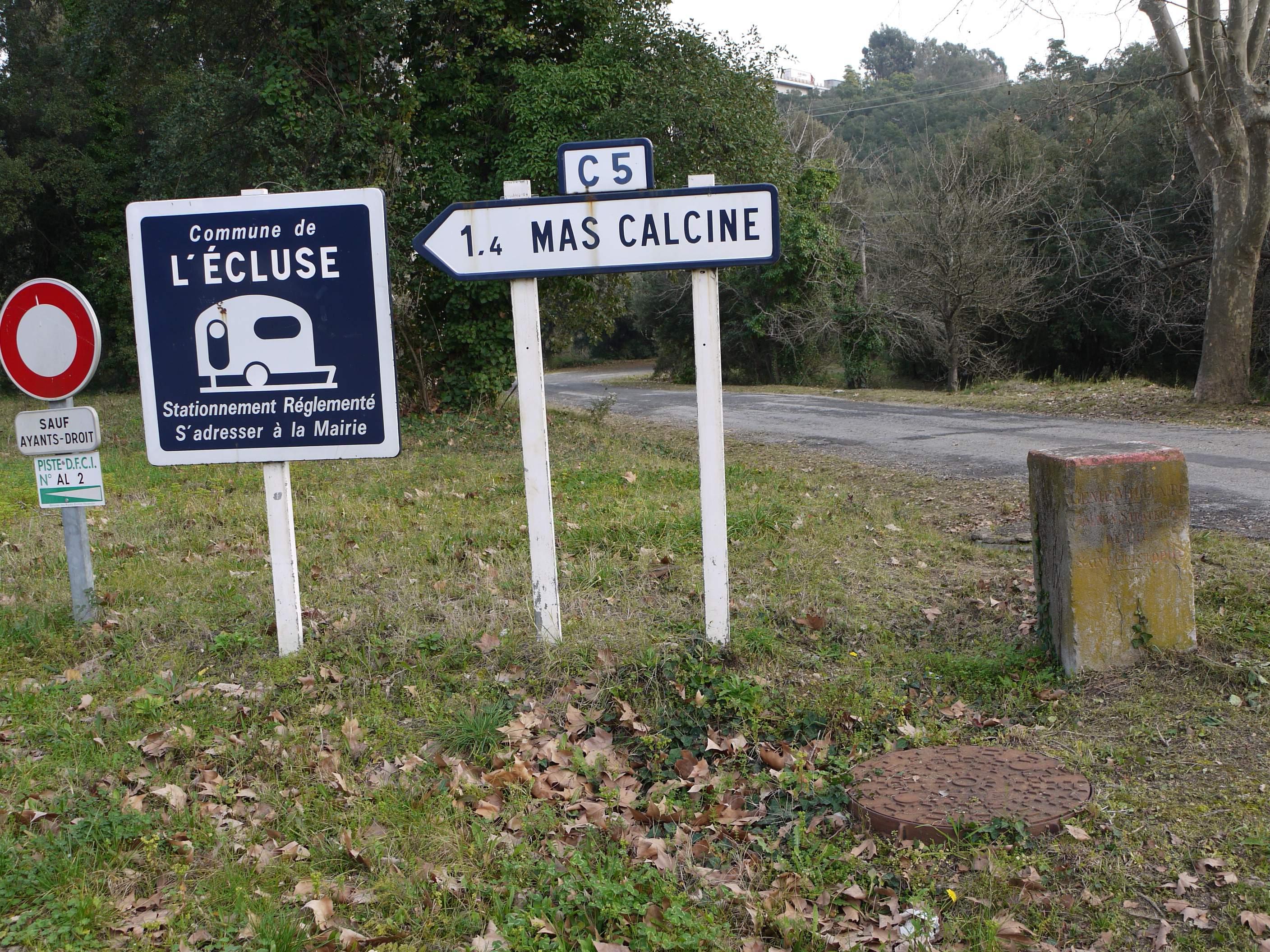
Un panneau avec l'ancienne orthographe.

Le nom de la commune en français est un calque du nom catalan Les Cluses. Jusqu'au 19 novembre 1984, la commune s'appelait L'Écluse.
Le lieu est mentionné dès 673 dans un texte en latin de Julien de Tolède sous la forme Castrum clausuras qui désigne une place fortifiée (Castrum) protégeant un passage étroit (clausuras). Au IXe siècle, clausuras est raccourci en clusas, au sens proche, dérivé du verbe cludere signifiant « fermer ». Le mot dérive peu à peu pour aboutir au catalan Les Cluses, la forme au singulier La Clusa, majoritaire au cours du moyen âge, finissant par laisser place à la forme plurielle. En français, des auteurs, dès le XIIIe siècle, écrivent à tort « L'Écluse » — on aurait fort à faire à trouver une écluse dans la région. Lors de la Révolution française, à la création des communes en 1790, celle-ci est nommée d'après cette forme erronée. Malgré des protestations officielles en 1836, lors desquelles la municipalité réclame que le village soit renommé La Clusa, ce nom est conservé jusqu'en 1984, où le calque du catalan Les Cluses est enfin officiellement validé.

## Histoire

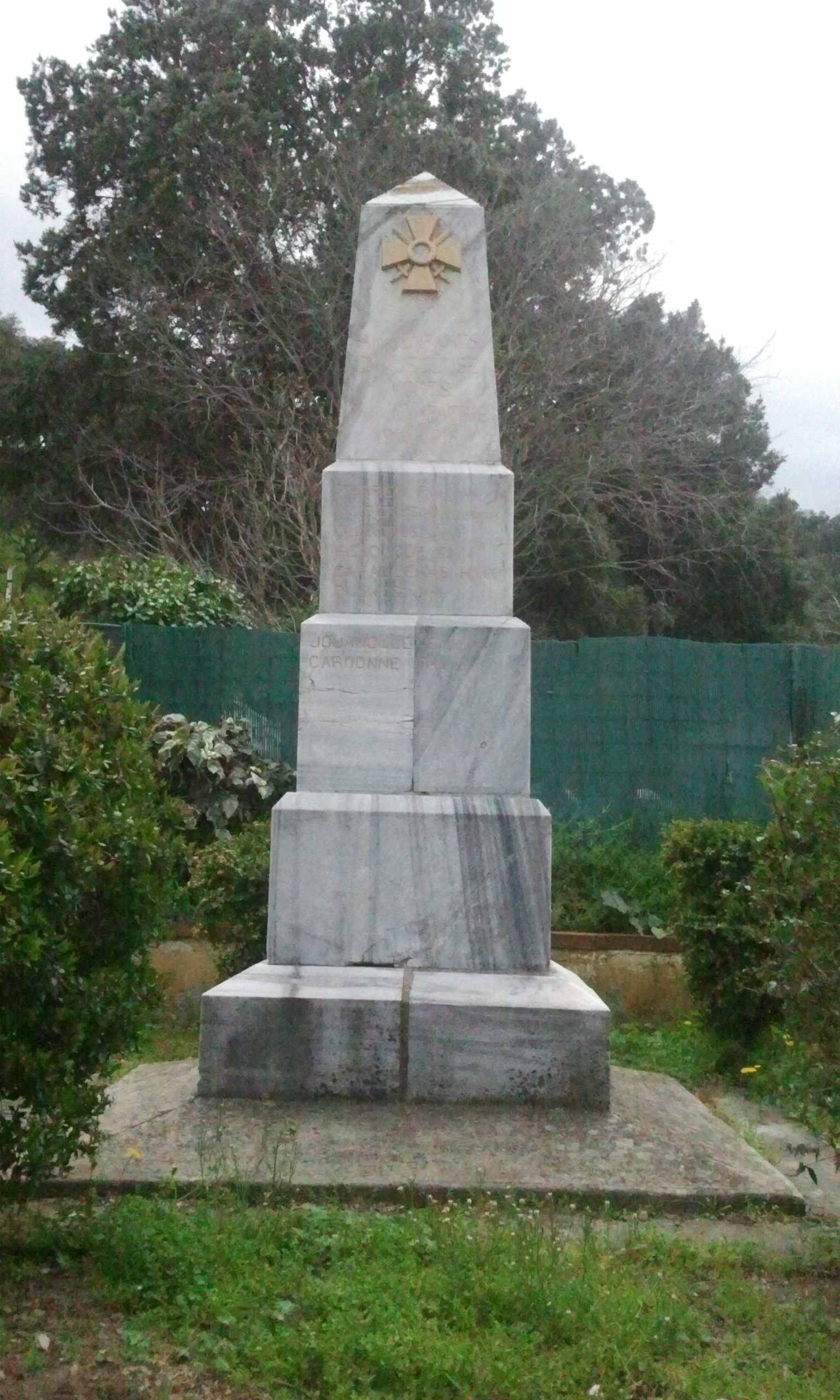
Le monument aux morts.

Pendant la période gallo-romaine, Clausuras, est situé sur la Via Domitia, dont l'ensemble des différents éléments de fortifications romaines, nommé Castrum clausuras et encore en partie visible, était destiné à contrôler l'accès.
Au Moyen Âge, une famille seigneuriale est mentionnée dès 1021 avec un certain Guillem de ipsas Clusas. Plus tard, le chevalier Guillem-Bernard prête serment de fidélité à une date indéterminée auprès de Bernard III, dernier comte de Besalú (de 1097 à 1111). Ce serment concerne l'ensemble des possessions de Guillem-Bernard, parmi lesquelles figure le castrum de Clusa. D'autres chevaliers, Bernard et Pons de la Clusa sont mentionnés en 1198. En 1238, le château est aux mains de Berenger de la Clusa, vavasseur de Bernard-Hug de Serralongue, qui a lui-même prêté hommage en 1234 auprès de Ponce IV, comte d'Empúries. Le territoire passe ensuite entre les mains de Ponce de Capmany, puis après sa mort en 1292, à sa fille Blanca de Capmany qui le transmet alors par mariage à la famille Creixell, qui le conserve au moins jusqu'en 1356, mais toujours sous la souveraineté des seigneurs de Serralongue-Cabrenç et des comtes d'Empúries. En 1380, le seigneur est désormais Bérenger III d'Oms et le fief reste dans la famille d'Oms jusqu'en 1670, date à laquelle il est vendu à Francesc Puig i Terrats. Ce dernier ne le conserve pas longtemps, car la seigneurie lui est confisquée en 1674 par Louis XIV, qui la donne la même année à Alexandre de Viver, dont les héritiers restent propriétaires jusqu'à la Révolution française.
Les Cluses deviennent commune en 1790. Elle fusionne le 1er février 1837 avec la commune de L'Albère sous le nom de Perthus, mais redevient indépendante dès le 29 novembre 1837. Le 29 avril 1851, un morceau de territoire lui est amputé, ainsi qu'à la commune de L'Albère, afin de former, définitivement cette fois, la nouvelle commune du Perthus.
Le 1er janvier 2014, la commune intègre la Communauté de communes du Vallespir.

## Politique et administration

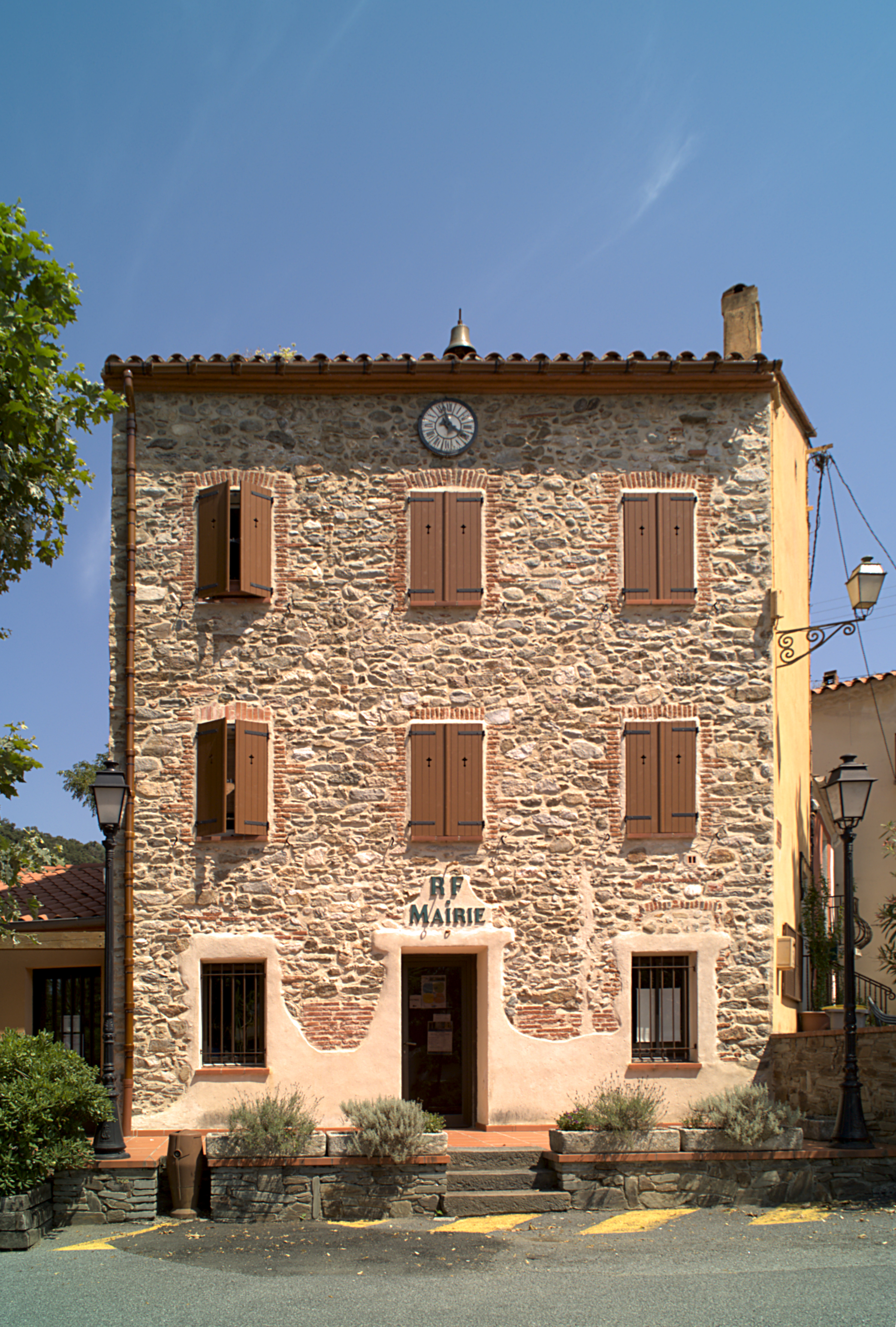
La mairie.

### Canton
En 1790 la commune de L'Écluse est incluse dans le canton d'Argelès au sein du district de Céret. Elle est rattachée au canton de Laroque en 1793 puis est transférée au canton de Céret en 1801, dont elle a fait partie depuis,. À compter des élections départementales de 2015, la commune est incluse dans le nouveau canton de Vallespir-Albères.

### Liste des maires

Localisation des Cluses dans le Vallespir.

| Période           | Période           | Identité             | Étiquette | Qualité |
| ----------------- | ----------------- | -------------------- | --------- | ------- |
|                   |                   |                      |           |         |
| 1801              | août 1807         | Bonaventure Noguères |           |         |
| août 1807         | 31 août 1815      | Martin Vinyes        |           |         |
| 31 août 1815      | 21 septembre 1815 | Jouque               |           |         |
| 21 septembre 1815 | 12 juin 1816      | Martin Vinyes        |           |         |
| 12 juin 1816      | novembre 1831     | Joseph Vinyes        |           |         |
| 7 novembre 1831   | août 1852         | Joseph Goutelle      |           |         |
| 1er août 1852     | novembre 1865     | Joseph Marill        |           |         |
| 23 novembre 1865  | novembre 1891     | Joseph Calcine       |           |         |
| 29 novembre 1891  | mai 1896          | Louis Prats          |           |         |
| 17 mai 1896       | mai 1908          | Joseph Marill        |           |         |
| 17 mai 1908       | mai 1912          | Pierre Cardonne      |           |         |
| 19 mai 1912       | décembre 1919     | Pallade Garrigue     |           |         |
| 10 décembre 1919  | novembre 1922     | Louis Prats          |           |         |
| 12 novembre 1922  | mai 1925          | Joseph Marill        |           |         |
| 17 mai 1925       | mai 1935          | Nazaire Taulère      |           |         |
| mai 1935          | 1944              | Joseph Pailles       |           |         |
| 1944              | octobre 1947      | Dominique Cardonne   |           |         |
| 26 octobre 1947   | mars 1959         | Henry Ginestet       |           |         |
| 22 mars 1959      | 1982              | Joseph Sola          |           |         |
| 1982              | mars 2001         | Jacques Puignau      |           |         |
| mars 2001         | En cours          | Alexandre Puignau,   | Horizons  |         |

### Politique environnementale
La commune est membre du SIVU du Tech, dont le président est le maire des Cluses, Alexandre Puignau.

## Population et société

### Démographie ancienne
La population est exprimée en nombre de feux (f) ou d'habitants (H).
| 1365 | 1378 | 1470 | 1515 | 1553 | 1643 | 1709 | 1720 | 1730 |
| ---- | ---- | ---- | ---- | ---- | ---- | ---- | ---- | ---- |
| 19 f | 25 f | 5 f  | 8 f  | 7 f  | 11 f | 14 f | 22 f | 25 f |

| 1755 | 1767  | 1774 | 1789 | - | - | - | - | - |
| ---- | ----- | ---- | ---- | - | - | - | - | - |
| 31 f | 112 H | 25 f | 20 f | - | - | - | - | - |

### Démographie contemporaine
L'évolution du nombre d'habitants est connue à travers les recensements de la population effectués dans la commune depuis 1793. Pour les communes de moins de 10 000 habitants, une enquête de recensement portant sur toute la population est réalisée tous les cinq ans, les populations de référence des années intermédiaires étant quant à elles estimées par interpolation ou extrapolation. Pour la commune, le premier recensement exhaustif entrant dans le cadre du nouveau dispositif a été réalisé en 2008.

En 2022, la commune comptait 258 habitants, en évolution de +2,79 % par rapport à 2016 (Pyrénées-Orientales : +3,92 %, France hors Mayotte : +2,11 %).
| 1793 | 1800 | 1806 | 1821 | 1831 | 1836 | 1841 | 1846 | 1851 |
| ---- | ---- | ---- | ---- | ---- | ---- | ---- | ---- | ---- |
| 130  | 121  | 100  | 155  | 263  | 345  | 397  | 244  | 129  |

| 1856 | 1861 | 1866 | 1872 | 1876 | 1881 | 1886 | 1891 | 1896 |
| ---- | ---- | ---- | ---- | ---- | ---- | ---- | ---- | ---- |
| 147  | 114  | 101  | 105  | 98   | 111  | 107  | 142  | 99   |

| 1901 | 1906 | 1911 | 1921 | 1926 | 1931 | 1936 | 1946 | 1954 |
| ---- | ---- | ---- | ---- | ---- | ---- | ---- | ---- | ---- |
| 101  | 93   | 82   | 83   | 71   | 70   | 59   | 54   | 52   |

| 1962 | 1968 | 1975 | 1982 | 1990 | 1999 | 2006 | 2008 | 2013 |
| ---- | ---- | ---- | ---- | ---- | ---- | ---- | ---- | ---- |
| 49   | 67   | 115  | 148  | 165  | 219  | 240  | 246  | 259  |

| 2018 | 2022 | - | - | - | - | - | - | - |
| ---- | ---- | - | - | - | - | - | - | - |
| 233  | 258  | - | - | - | - | - | - | - |

| selon la population municipale des années : | 1968 | 1975 | 1982 | 1990 | 1999 | 2006 | 2009 | 2013 |
| Rang de la commune dans le département      | 213  | 141  | 137  | 147  | 144  | 134  | 132  | 132  |
| Nombre de communes du département           | 232  | 217  | 220  | 225  | 226  | 226  | 226  | 226  |

### Enseignement
Il n'y a pas d'école aux Cluses. Les écoles les plus proches se situent à Maureillas-Las-Illas et au Perthus.

### Manifestations culturelles et festivités
- Fête communale : dernier dimanche de juillet[46].

### Santé
Il n'y a ni médecin, ni pharmacie sur la commune. Les plus proches sont au Perthus, au Boulou ou à Maureillas-las-Illas.

## Économie

### Revenus
En 2018, la commune compte 103 ménages fiscaux, regroupant 230 personnes. La médiane du revenu disponible par unité de consommation est de 21 190 € (19 350 € dans le département).

### Emploi
|                | 2008   | 2013   | 2018   |
| -------------- | ------ | ------ | ------ |
| Commune        | 10,8 % | 12,6 % | 17,4 % |
| Département    | 10,3 % | 12,9 % | 13,3 % |
| France entière | 8,3 %  | 10 %   | 10 %   |

En 2018, la population âgée de 15 à 64 ans s'élève à 132 personnes, parmi lesquelles on compte 72 % d'actifs (54,5 % ayant un emploi et 17,4 % de chômeurs) et 28 % d'inactifs,. Depuis 2008, le taux de chômage communal (au sens du recensement) des 15-64 ans est supérieur à celui de la France et du département.
La commune fait partie de la couronne de l'aire d'attraction de Perpignan, du fait qu'au moins 15 % des actifs travaillent dans le pôle,. Elle compte 20 emplois en 2018, contre 40 en 2013 et 30 en 2008. Le nombre d'actifs ayant un emploi résidant dans la commune est de 73, soit un indicateur de concentration d'emploi de 27,7 % et un taux d'activité parmi les 15 ans ou plus de 46,4 %.
Sur ces 73 actifs de 15 ans ou plus ayant un emploi, 5 travaillent dans la commune, soit 7 % des habitants. Pour se rendre au travail, 94,5 % des habitants utilisent un véhicule personnel ou de fonction à quatre roues, 1,4 % les transports en commun, 2,7 % s'y rendent en deux-roues, à vélo ou à pied et 1,4 % n'ont pas besoin de transport (travail au domicile).

### Revenus de la population et fiscalité
En 2010, le revenu fiscal médian par ménage était de 31 517 €.
En 2009, le revenu fiscal médian des ménages par unité de consommation est de 19 877 €. Le revenu net déclaré moyen par foyer fiscal est de 27 240 € et 53,1 % des foyers fiscaux sont imposables.

### Emploi
L'effectif total de l'emploi aux Cluses en 2011 est de 38 personnes, parmi lesquelles 77,9 % sont salariées. L'effectif total a augmenté de 8,5 % de 2006 à 2011.
En 2011, le taux d'activité des 15-64 ans est de 70,1 % et le taux de chômage de 19,8 %.

## Culture locale et patrimoine

### Monuments et lieux touristiques
Vestiges des fortifications romaines des Cluses
Deux ensembles de fortifications romaines sont situées en surplomb de la Via Domitia, de chaque côté de la Rome. Le fort de La Cluse constitue l'ensemble de la rive droite et est situé près de la Cluse Haute. Le château dit « des Maures » (bien que n'ayant rien à voir avec les Maures) constitue l'ensemble de la rive gauche  et avait une forme de trapèze de 80 mètres de large et 140 mètres de long. Il comptait 3 tours carrées. Plusieurs fois remaniées, certains éléments de ces fortifications ont été utilisés jusqu'au XVIIIe siècle. Enfin, en contrebas de ces deux ensembles et directement sur la Via Domitia se situe la Porte des Cluses, ancien lieu de contrôle et frontière entre l'ancienne Gaule et l'ancienne Hispanie.
L'église Sainte-Marie
L'édifice a été classé au titre des monuments historiques en 1974.
L’église, située à La Cluse-Haute, est de style préroman et roman. Elle est probablement construite au Xe siècle et remodelée aux XIe, XIIe et XIVe siècles. Elle se compose de trois nefs voûtées en plein cintre outrepassé s’ouvrant sur trois absidioles semi-circulaires voûtées en cul-de-four, ces dernières communiquent entre elles par un passage étroit propre à la tradition préromane.
On y trouve quelques fragments de fresques datées du XIIe siècle et qui sont de la même main que celles de Saint-Martin de Fenollar ; dans l’abside principale on peut encore apercevoir un Christ en majesté entouré de l’alpha et de l’oméga.

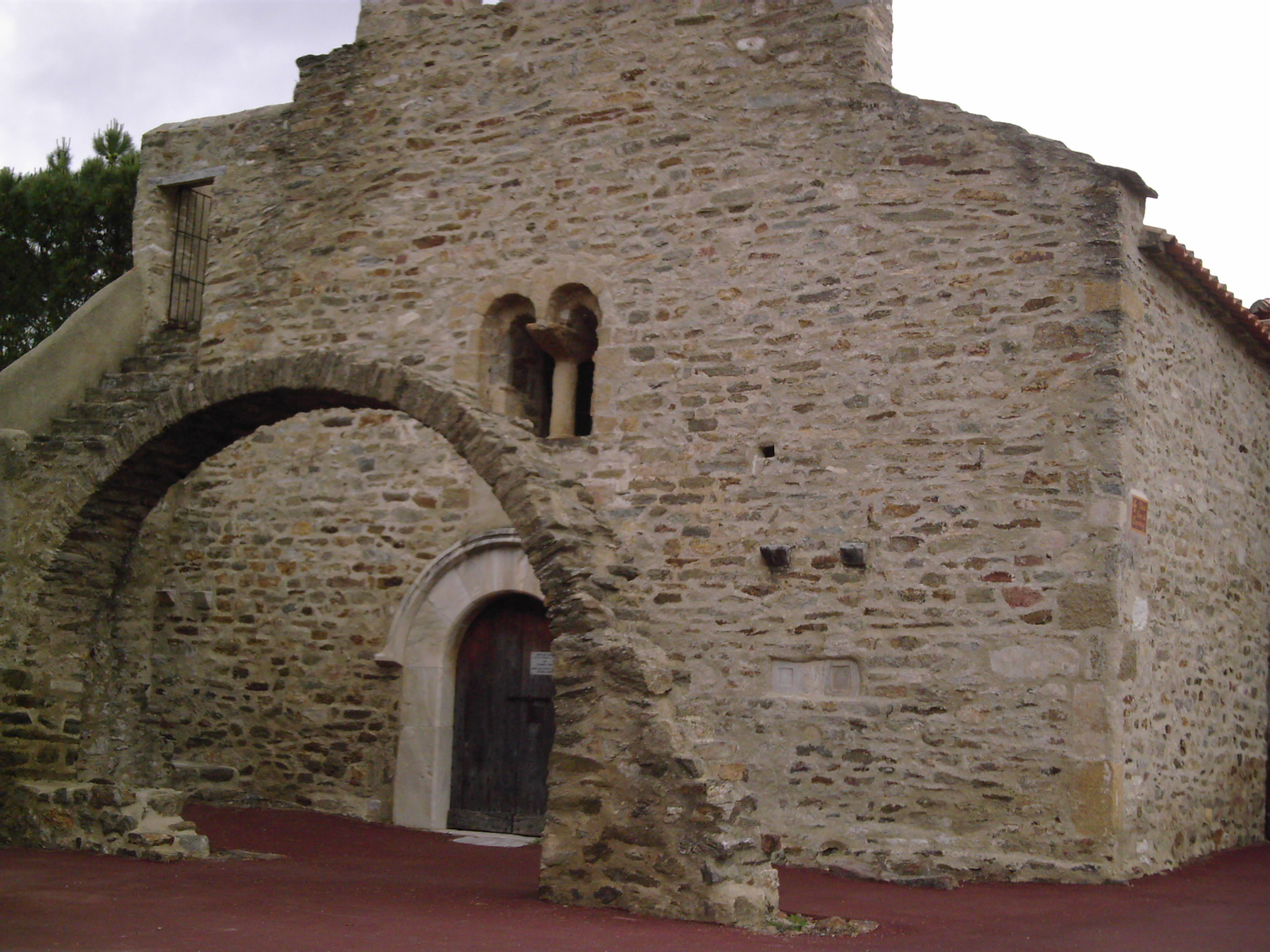
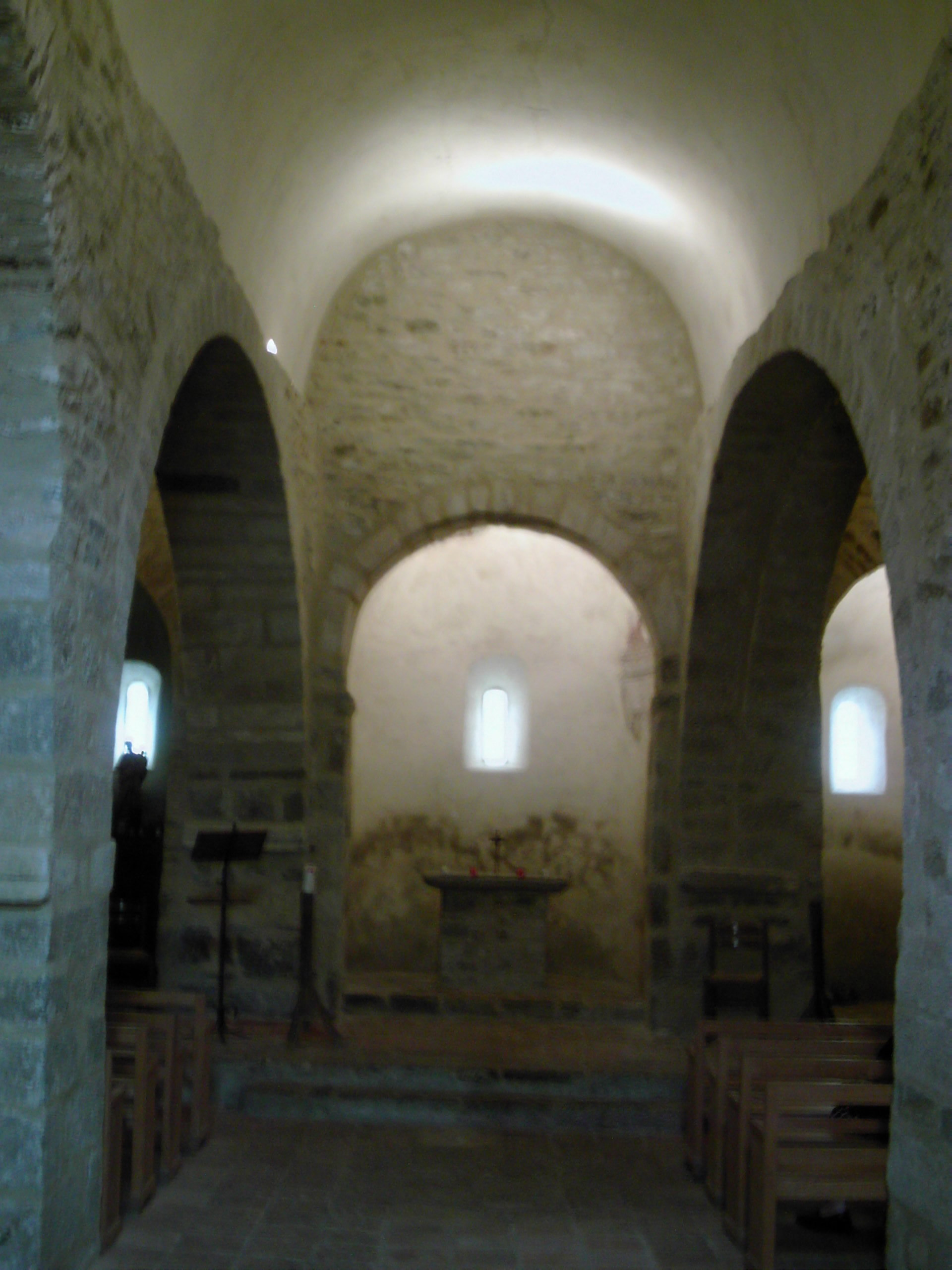
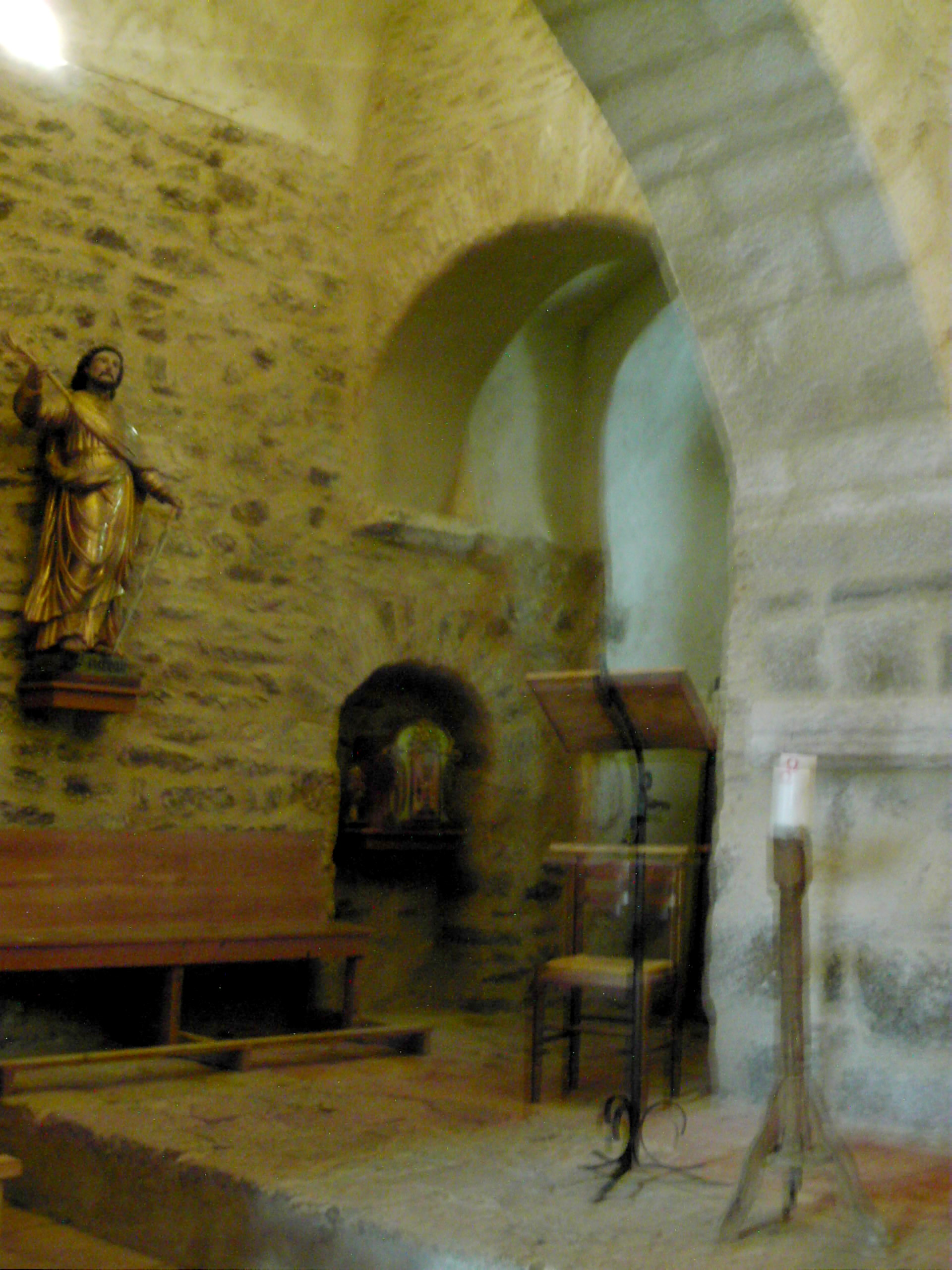
Arc entre nef principale et nef secondaire.
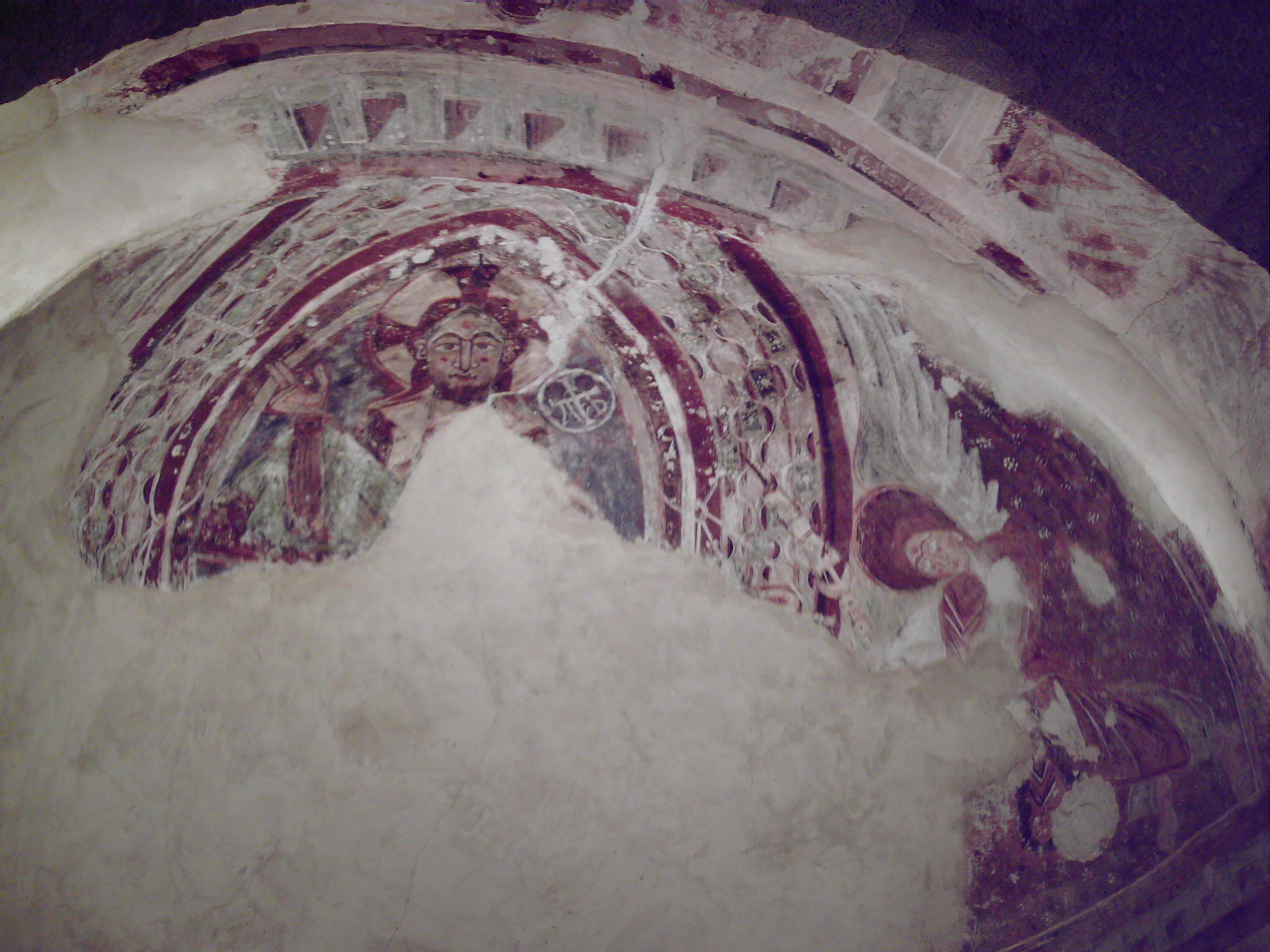
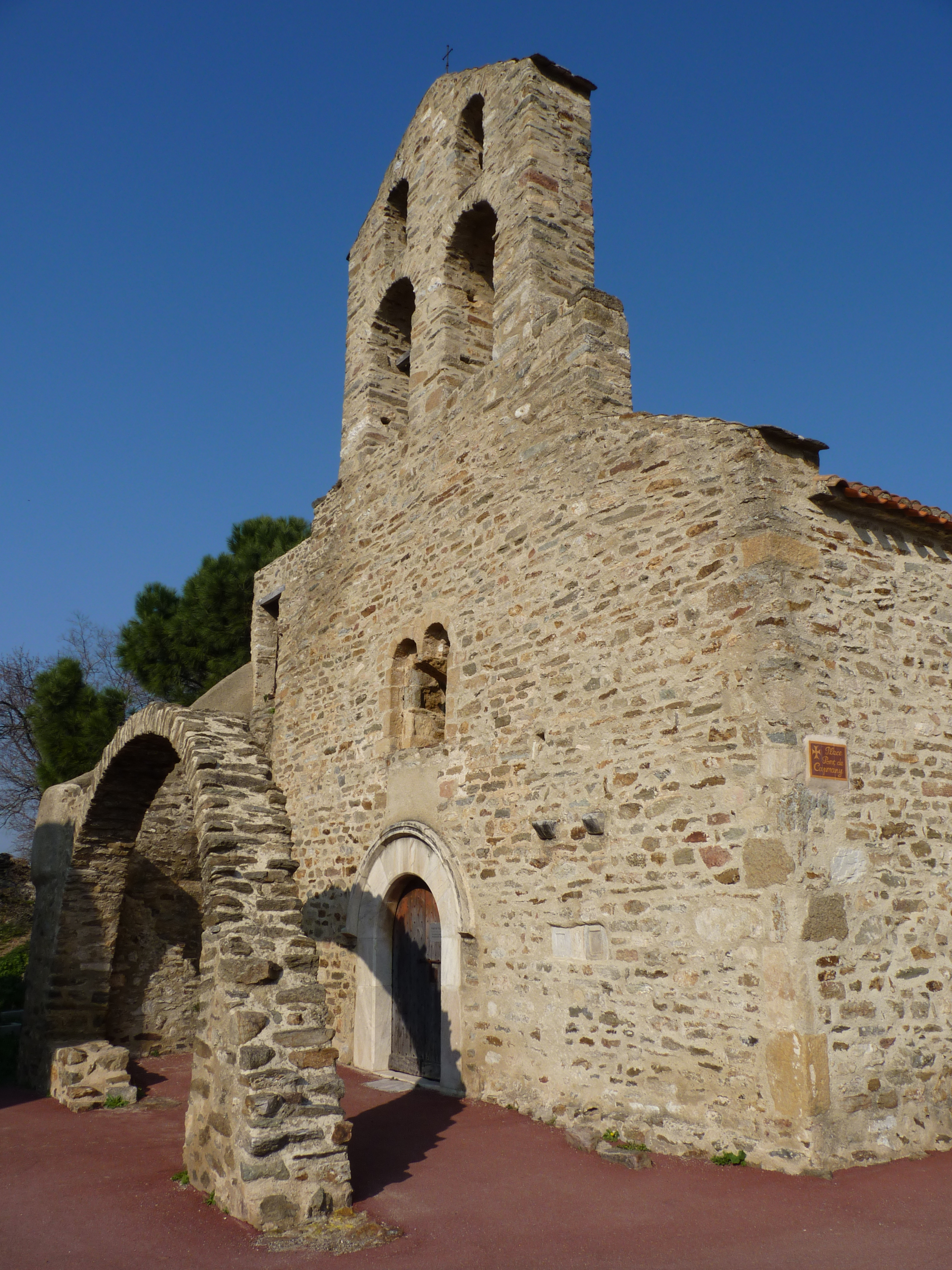

Le château médiéval
Situé à proximité des fortifications romaines de La Cluse-Haute, son aile nord est contiguë à l'église Sainte-Marie. Construit vers le XIe siècle, il perd de son intérêt lorsque le fort de Bellegarde est construit au XIVe siècle et est déjà en ruines au XVe siècle.
L'église Saint-Pierre de Laner

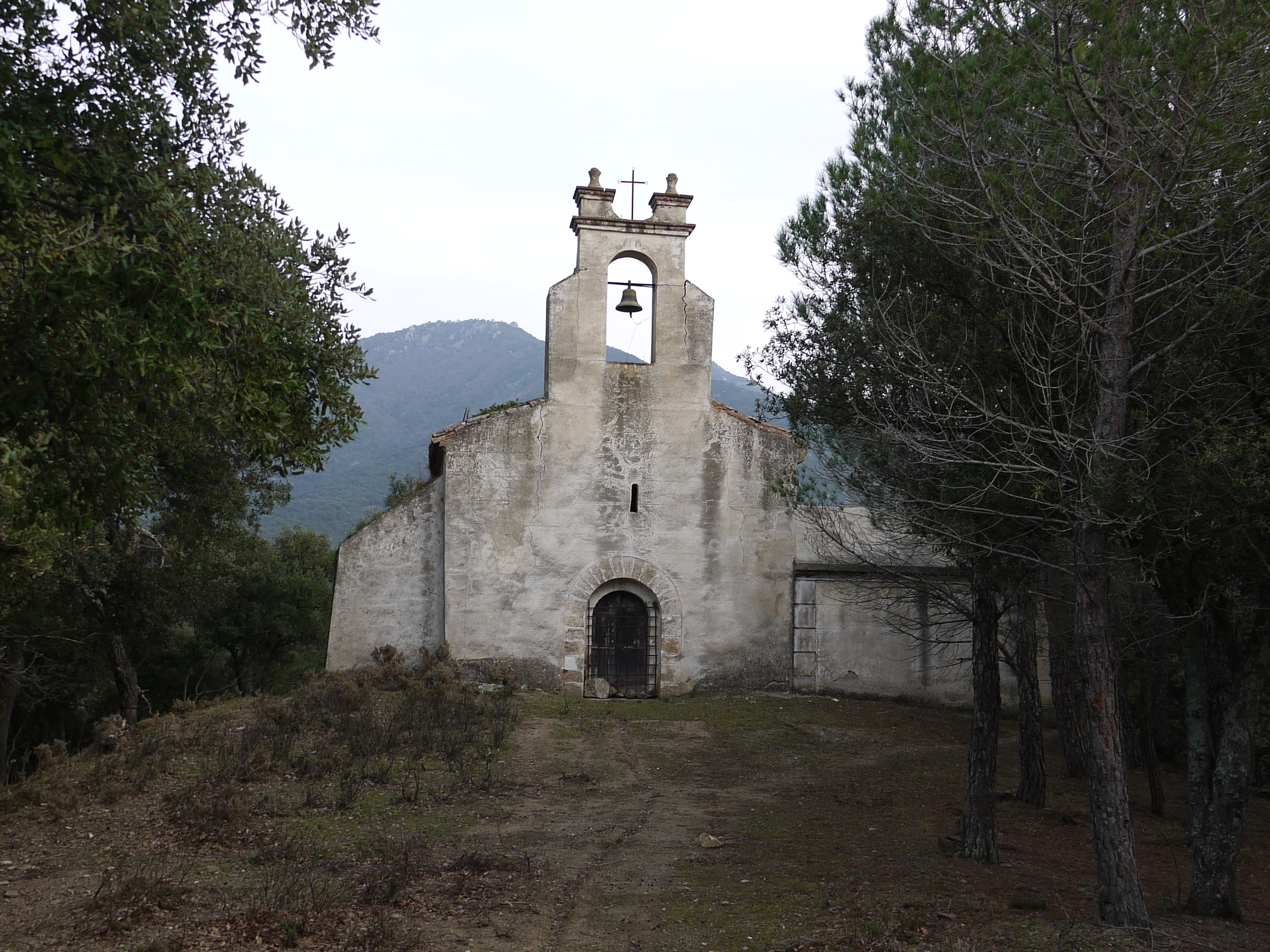
Église Saint-Pierre de Laner

Cette église construite vers le XIIe siècle fut jadis le siège d'une paroisse. Elle est située au nord-est du territoire communal, près du Mas d'en Calcina.
Dolmen de Les Saleres
Ce dolmen est situé à proximité de l'église Saint-Pierre de Laner.
L'église Saint-Pierre de la Sureda
Située près de la Cluse-Basse et aujourd'hui disparue, cette église est mentionnée en 1368.

### Culture populaire
Cinéma
- 1981 : Prends ta Rolls et va pointer, quelques scènes sont tournées aux Cluses.

#### Ouvrages
- B. Boivin, Sur les chemins éternels des Albères : Le Perthus, Le Boulou, Les Cluses, Latour-Bas-Elne, B. Boivin, coll. « La quête aux trésors », 2012
- L'église Saint-Nazaire, document de la Mairie: collection "le temps de l'histoire".
- (ca) « Les Cluses », dans Catalunya romànica, t. XXV : El Vallespir. El Capcir. El Donasà. La Fenolleda. El Perapertusès, Barcelone, Fundació Enciclopèdia Catalana, 1996

#### Articles
- Marie-Louise Blangy, « Les Cluses – Galla Placidia », Cahiers de la Rome, no 16,‎ 2007, p. 37-40 (ISSN 1248-1793)
- Georges Castellvi, « Les fouilles du fort de la Cluse Haute », Cahiers de la Rome, no 9,‎ 2000, p. 43-44 (ISSN 1248-1793)
- Georges Castellvi, « Fiche-site. Les Cluses. Forts romains », Cahiers de la Rome, no 12,‎ 2003, p. 76-80 (ISSN 1248-1793)
- Georges Castellvi et Pierre Cantaloube, « Plus de 200 ans de routes, les routes entre la Cluse del Mig et le Perthus de l'époque romaine à nos jours », Cahiers de la Rome, no 21,‎ 2012, p. 47-56 (ISSN 1248-1793)
- Jacques Chotard, « Saint-Nazaire, martyr, patron de l’église de la Cluse Haute », Cahiers de la Rome, no 12,‎ 2003, p. 67-68 (ISSN 1248-1793)
- Jacques Chotard, « Les Cluses, entre mairie et école », Cahiers de la Rome, no 13,‎ 2004, p. 73-76 (ISSN 1248-1793)
- Jacques Chotard, « Légionnaires d’antan nés aux Cluses – Le Perthus (XIXe s.) », Cahiers de la Rome, no 14,‎ 2005, p. 53-56 (ISSN 1248-1793)
- V. Moresmau et Georges Castellvi, « Le Moulin (Les Cluses) ou Vue du fort de Bellegarde par M.Melling (vers 1820) », Cahiers de la Rome, no 20,‎ 2011, p. 43-50 (ISSN 1248-1793)
- A. Vignaud, « L’âge de Bronze aux Cluses Basses », Cahiers de la Rome, no 13,‎ 2004, p. 18-33 (ISSN 1248-1793)